# Atlanta
För andra betydelser, se Atlanta (olika betydelser).
Atlanta är huvudstad i delstaten Georgia i USA. Staden är också delstatens största med ett invånarantal på 519 145 (2007) och med förorter 5  626 400 invånare. Staden upptar en yta av 343,0 km².
I Atlanta genomfördes Olympiska sommarspelen 1996. 

## Historia
Området där Atlanta är uppbyggt var ursprungligen ett Brittiskt-område där creeker och cherokeser bor. Dessa fördrevs i början av 1800-talet till Indianterritoriet i Ohio längs den så kallade Trail of Tears, var efter den vita bosättningen snabbt tog fart.
Atlanta är den femte av statens städer som fungerat som huvudstad och den blev 1864 under inbördeskriget 1861–1865 ett viktigt mål för en nordstatsinvasion och blev därmed skådeplatsen för slaget vid Atlanta, som har blivit odödligt genom boken och filmen Borta med vinden. Efter en flera månader lång belägring föll staden och den förstördes först i så stor utsträckning som möjligt av de retirerande sydstatstrupperna under befäl av general John Bell Hood och därefter av nordstaterna under befäl av general William Tecumseh Sherman (kyrkor och sjukhus undantogs från förstörelsen). Det är av detta skäl, som staden har fått ett av sina smeknamn Fågel Fenix stad. 
Det var också här den kända läskedrycken, som är ett av världens största varumärken, Coca Cola tillverkades av apotekaren John Styth Pemberton den 8 maj 1886 i Atlanta, Georgia.

## Geografi och klimat
Atlanta ligger på en ås c:a 300 meter över havet söder om floden Chattahoochee river, vilket har till följd att dess klimat är något mera uthärdligt än i många andra storstäder i de sydliga delstaterna. Icke desto mindre är dess öknamn Hotlanta. Den årliga medelnederbörden är drygt 1 300 mm.

Visa eller redigera grafens rådata.

## Styre och rättsväsen
Som delstatens huvudstad är Atlanta säte för Georgias generalförsamling, Georgias guvernör samt för Supreme Court of Georgia.
Atlanta är även säte för den federala appellationsdomstolen United States Court of Appeals for the Eleventh Circuit.

## Kommunikationer

### Flygtrafik
Hartsfield-Jackson Atlanta International Airport är Atlantas huvudflygplats och är världens största flygplats. Flygplatsen är hemmabas för flygbolaget Delta Air Lines.

## Viktiga företag
- Coca-Cola Company
- CNN
- Delta Air Lines
- AT&T, telefonoperatör och mobiltelefonoperatör
- UPS (United Parcel Service)
- Georgia-Pacific Corp – världens största massa- och pappersindustri

## Utbildning
I Atlanta finns åtta universitet och högskolor, varav tre ursprungligen var avsedda endast för svarta studerande.

## Sport
Staden har ett antal klubbar som deltar i de högre ligorna i USA:
- Atlanta Braves – baseboll, MLB
- Atlanta Falcons – amerikansk fotboll, NFL
- Atlanta Hawks – basket, NBA
- Atlanta United – fotboll, MLS

## Personligheter
- Martin Luther King Jr
- Steven Soderbergh
- Evander Holyfield
- Lil Jon
- Outkast
- Ludacris
- B.o.B
- Ciara
- Usher
- Monica
- T.I.
- TLC

- Gucci Mane
- Edith McGuire
- Adam Nelson
- Kanye West
- Playboi Carti

## Sevärdheter
- Georgia Aquarium
- Jimmy Carter Library and Museum
- Coca Cola museum